# أخميم (مركز)
مركز أخميم، مركز إداري مصري. يقع في محافظة سوهاج الواقعة في جمهورية مصر العربية. القاعدة الإدارية للمركز هي مدينة أخميم، وتضم كذلك مدينة أخميم الجديدة.